# Lysorophus
Lysorophus és un gènere extint de lepospòndils de l'ordre Lysorophia que visqueren des de finals del període Carbonífer fins a començaments del període Permià, en el que avui són els Estats Units.

## Característiques
Presentaven cossos allargats, serpentiformes, que oscil·laven entre 7,5 i 75 cm, adaptats a una vida aquàtica. Posseïen un tronc d'unes 100 vèrtebres i una llarga cua composta per altres 15 vèrtebres addicionals. D'altra banda, les costelles eren robustes, allargades i corbades, i les potes estaven molt reduïdes. El crani era petit i les mandíbules presentaven petites dents còniques i afilats. Exhibien també llargs elements branquials, la qual cosa suggereix la presència de brànquies externes.

## Història natural
L'estudi d'Olson (1971) indica que estaven adaptats a una vida en el subsòl en zones fangoses en petits cossos d'aigües, recorrent a l'estivació com a mitjà per afrontar sequeres periòdiques.